# Чертков Володимир Григорович

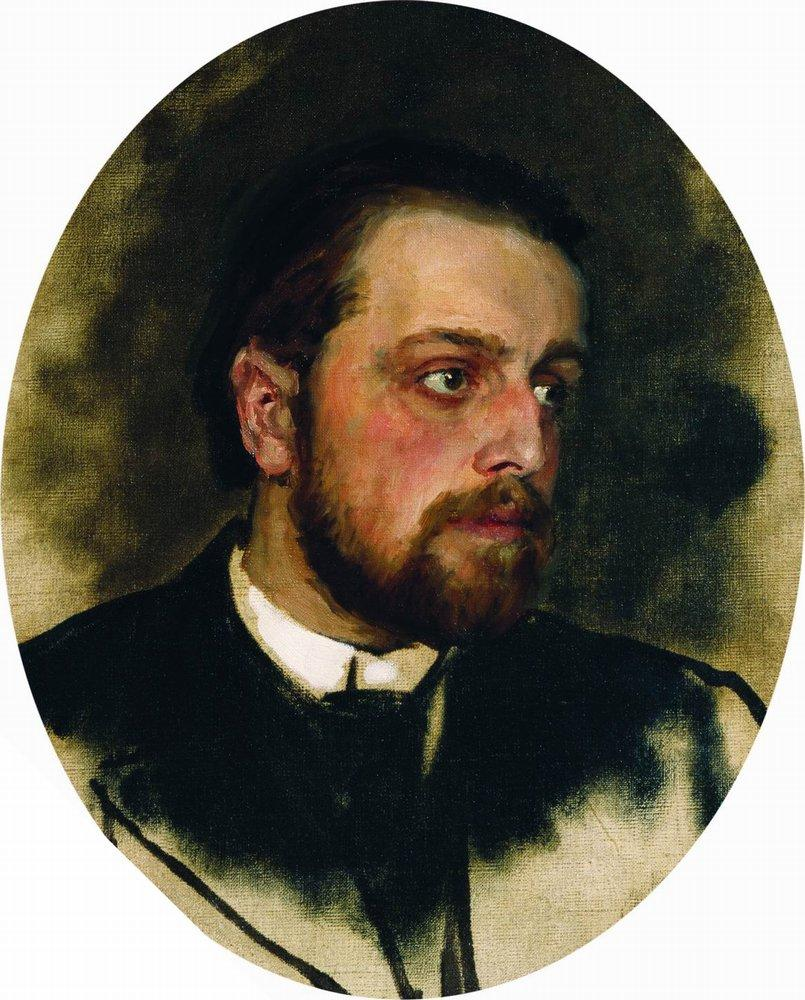
Портрет В. Г. Черткова пензля Іллі Рєпіна

Чертков Володимир Григорович (22 жовтня 1854 — 9 листопада 1936) — друг і видавець Льва Толстого, один з перших російських письменників і філософів, які підняли в Росії питання захисту прав тварин та боротьби зі спортивним полюванням. Народився в багатій аристократичній родині (був сином генерал- ад'ютанта), отримав чудову домашню освіту. Був кавалеристом, але пішов з армії в 1881 році з релігійних причин. У 1897 р., за протест проти гоніння на духоборів, був висланий до Англії, де став видавати англійською та російською мовами заборонені в Росії твори Л. Толстого. Повернувся до Росії в 1906 р.. Опублікував 1896 відповідь мисливцям «Моя відповідь захисникам злої забави». Похований на Введенському кладовищі в Москві.
У жовтні 1893 р. В. Г. Чертков, блискучий гвардійський офіцер, зустрічається зі Львом Толстим. Ця зустріч змінила його життя. Під впливом поглядів Л. Толстого і буддійського вчення, Чертков сформулював оригінальну біоцентристську філософію, яку виклав у двох своїх роботах: «Зла забава. Думки про полювання» і «Життя одне. Про вбивство живих істот».
13 листопада 1890 р. (за старим стилем) в популярній російській газеті «Новий час» було опубліковано його жорстку антимисливську статтю (напевно, першу в Росії) «Зла забава. Думки про полювання», пізніше видано окремою брошурою з передмовою Льва Толстого.
«… Полювання тепер не є природна форма боротьби за існування, а добровільне повернення до первісного звіроподібного стану» — писав автор. На думку В. Г. Черткова, кожний мисливець, що одержує задоволення від вбивства диких тварин, поспішає заглушити відчуття жалості, вважаючи його соромітним. «У цьому-то поступовому душевному самогубстві і полягає головна шкода полювання» — вважав автор. У роботі «Життя одне. Про вбивство живих істот» В. Г. Чертков сформулював думку, що навіть якщо вбивство тварини є вимушеним і необхідним, то все одно його не можна вважати моральним вчинком. І ніякі міркування про практичну користь вбивства тварини не можуть похитнути моральний закон «не убий».
В. Г. Чертков один з перших в Росії підтримує ідею прав тварин, ідею «незалежної цінності» тварин. Чертков критикує досі поширений погляд, що тварини нібито покликані служити тільки одній людині і називає це «одним з найгрубіших помилок, які коли-небудь опановували людську свідомість».
В. Г. Чертков був вегетаріанцем і саме він познайомив Л. Толстого з вегетаріанським рухом.
Дружина Толстого Софія ревнувала свого чоловіка до Черткова та публічно заявляла про гомосексуальне підґрунтя прихильності Толстого до нього.

## Публікації
- Чертков В. Г. Наша революция. Насильственное восстание или христианское освобождение? / С послесловием Л. Н. Толстого. Изд. 2-е, доп. М., тип. Поплавского 1907.
- Save Russia. A Remarkable Appeal to England by Tolstoy's Executor in a Letter to his English Friends by V. Tchertkoff (Спасите Россию). London, 1919.
- Чертков В. Г. Уход Толстого. — Берлин: Изд-во И. П. Ладыжникова. — 1922.

### Ресурси Інтернету
- Чертков В. Г. Римский мудрец Эпиктет, его жизнь и учение [Архівовано 15 березня 2014 у Wayback Machine.] (Серия «Жизнь и учение мудрецов»). — 1889.
- Чертков В. Г. Злая забава. Мысли об охоте [Архівовано 15 березня 2014 у Wayback Machine.] (с предисловием Л. Н. Толстого). СПб.: Тип. А. С. Суворина, 1890.
- Чертков В. Г. Студенческое движение 1899 года [Архівовано 17 січня 2014 у Wayback Machine.] Издание «Свободного слова», № 29. A.Tchertkoff, Purleigh, Maldon, Essex, England, 1900.
- Чертков В. Г. Финляндский разгром [Архівовано 15 березня 2014 у Wayback Machine.] Издание «Свободного слова», № 35. A. Tchertkoff, Maldon, Essex, England, 1900.
- Чертков В. Г. О революции. Насильственная революция или христианское освобождение? [Архівовано 14 січня 2011 у Wayback Machine.] (с предисловием Л. Н. Толстого) Издание «Свободного слова», № 89. Christchurch, Hants, England, 1904.
- Чертков В. Г. О последних днях Л. Н. Толстого [Архівовано 15 березня 2014 у Wayback Machine.]. М., Тип. И. Д. Сытина, 1911. (Отсканированное издание 1911 года [Архівовано 4 березня 2016 у Wayback Machine.]).
- Чертков В. Жизнь одна (Об убийстве живых существ) [Архівовано 15 березня 2014 у Wayback Machine.]. М., издание «Посредника», 1912.
- Чертков В. Г. и Джейн Хола Христианство первых веков [Архівовано 15 березня 2014 у Wayback Machine.]. М., издание Об-ва Истинной Свободы в память Л. Н. Толстого, 1919.
- Чертков В. Г. письмо-ходатайство к И. В. Сталину за арестованных толстовцев от 5 февраля 1930 г. [Архівовано 15 березня 2014 у Wayback Machine.] // Возвращение памяти. Историко-публицистический альманах. Вып. 3. Новосибирск, Изд-во Сиб. отд. РАН, 1997.

## Про нього
- Борейко В. Е. В. Г. Чертков — первый русский философ-биоцентрист // Гуманитарный экол. журн. — 2005. — Т. 7, спецвыпуск. — С. 51-54.
- Борейко В. Е. Философы зоозащиты и природоохраны.— К.: КЭКЦ, 2012. — 179 с.
- Буланже П. А. Толстой и Чертков [Архівовано 21 лютого 2014 у Wayback Machine.], М.: Тип. И. Д. Сытина, 1911.
- Буланже П. А. Толстой и Чертков [Архівовано 21 лютого 2014 у Wayback Machine.], М.: Тип. И. Д. Сытина, 1911.
- Гетель Е. И. Объединенный совет религиозных общин и групп как одно из проявлений русского пацифизма [Архівовано 15 березня 2014 у Wayback Machine.] // «Долгий путь российского пацифизма», М., ИВИ РАН, 1997.
- Лурье Я. С. После Льва Толстого. Исторические воззрения Толстого и проблемы XX века [Архівовано 14 лютого 2014 у Wayback Machine.], СПб., «Дмитрий Буланин», 1993 — главы: Толстой и историческое предвидение, Толстовцы и большевики, Заключение. Толстой на пороге XXI века.
- Муратов М. В. Л. Н. Толстой и В. Г. Чертков по их переписке. — М.: Гос. Толстовский музей, 1934. — 501 с.
- Ореханов Георгий. «В. Г. Чертков в жизни Л. Н. Толстого». — 2009.
- Остерман Л. А. Сражение за Толстого. — М.: Грантъ, 2002.
- Панин П. Хроника дружбы // Новый мир. — 2004. — № 10. — С. 172—176.
- Толстой Л. Н. Полное собрание сочинений в 90 томах, т. 87, Письма к В. Г. Черткову, 1890—1896 [Архівовано 15 березня 2014 у Wayback Machine.]. — М.: ГИХЛ, 1937.
- Шенталинский В. Донос на Сократа [Архівовано 20 лютого 2014 у Wayback Machine.] // «Новый Мир». — 1996. — № 11